# Gelliodes flagellifera
Gelliodes flagellifera är en svampdjursart som beskrevs av Vacelet, Vasseur och Claude Lévi 1976. Gelliodes flagellifera ingår i släktet Gelliodes och familjen Niphatidae.
Artens utbredningsområde är Madagaskar. Inga underarter finns listade i Catalogue of Life.